# Pomník mistra Jana Husa (Hořice)
Pomník mistra Jana Husa z roku 1914 je dílo významného českého sochaře Ladislava Šalouna (1870–1946) umístěné před budovou Obchodní školy v Hořicích, okres Jičín.
Model pomníku byl dokončen již v roce 1911. Základní kámen byl položen roku 1912. Po zákazu ministerstvem veřejných prací nesmělo být provedení v kameni provedeno v ateliérech zdejší sochařskokamenické školy, což mělo vliv na navýšení ceny pomníku. Sochařské práce podle Šalounova modelu provedl hořický sochař František Vejs (1871–1951). Základní kámen byl položen roku 1912 a pomník byl slavnostně odhalen 5. července 1914. Další Husův pomník od Ladislava Šalouna byl roku 1915 odhalen v Praze na Staroměstském náměstí a třetí pak roku 1925 v Libáni.
Hořický pomník je 11 metrů vysoký. Zhotoven je z hořického pískovce z lomu v Podhorním Újezdě. Koncepce pomníku vykazuje několik shodných rysů se známějším Husovým pomníkem v Praze. V první řadě o umístění vztyčené Husovy figury na robustní horizontální platformu a je její doprovození dalšími postavami. Ty na rozdíl od pražského pomníku nestojí na stejné úrovni s Husem, ale v nižším podlaží po obou stranách pomníku. Sochařsky pojednanou skálu pod Husovýma nohama doplňuje úryvek žalmu 105 „Otevřel skálu, i tekly vody, a odcházely přes vyprahlá místa jako řeka“ v překladu z Bible kralické a naznačené stružky vody stékající po skále do níže položené vodní nádrže.